# Saison 2005 de l'équipe cycliste MrBookmaker-Sports Tech
En 2005, l'Équipe cycliste MrBookmaker.com évoluait sur le circuit continental.

## Effectif
| Cycliste                 | Date de naissance | Nationalité | Équipe 2004       |
| ------------------------ | ----------------- | ----------- | ----------------- |
| David Boucher            | 17.03.1980        | France      | MBK-Oktos         |
| Camille Bouquet          | 23.09.1979        | France      | néo-pro           |
| Angel Castresama Del Val | 29.02.1972        | Espagne     |                   |
| Johan Coenen             | 04.02.1979        | Belgique    |                   |
| Davy Commeyne            | 14.05.1980        | Belgique    |                   |
| Ben Day                  | 11.12.1978        | Australie   |                   |
| Frédéric Gabriel         | 20.07.1970        | France      |                   |
| Gorik Gardeyn            | 17.03.1980        | Belgique    | Lotto-Domo        |
| Jeremy Hunt              | 12.03.1974        | Royaume-Uni |                   |
| Julien Laidoun           | 24.01.1980        | France      | AG2R Prévoyance   |
| Geert Omloop             | 12.02.1974        | Belgique    |                   |
| Laurent Paumier          | 29.03.1973        | France      | Auber 93          |
| Francesco Planckaert     | 12.03.1982        | Belgique    | Chocolade Jacques |
| Matthé Pronk             | 01.07.1974        | Pays-Bas    | Bankgiroloterij   |
| Jens Renders             | 12.08.1981        | Belgique    |                   |
| Christoph Roodhooft      | 18.01.1974        | Belgique    |                   |
| Erwin Thijs              | 06.08.1970        | Belgique    |                   |
| Bobbie Traksel           | 03.11.1981        | Pays-Bas    | Rabobank          |
| Kristof Trouvé (nl)      | 11.08.1976        | Belgique    |                   |
| Kurt Van De Wouwer       | 24.09.1971        | Belgique    |                   |
| Stefan van Dijk          | 22.01.1976        | Pays-Bas    | Lotto-Domo        |
| Frank Vandenbroucke      | 06.11.1974        | Belgique    |                   |
| Tom Vannoppen            | 21.12.1978        | Belgique    |                   |
| Peter Wuyts              | 24.02.1973        | Belgique    |                   |